# Dante Guimarães Amaral

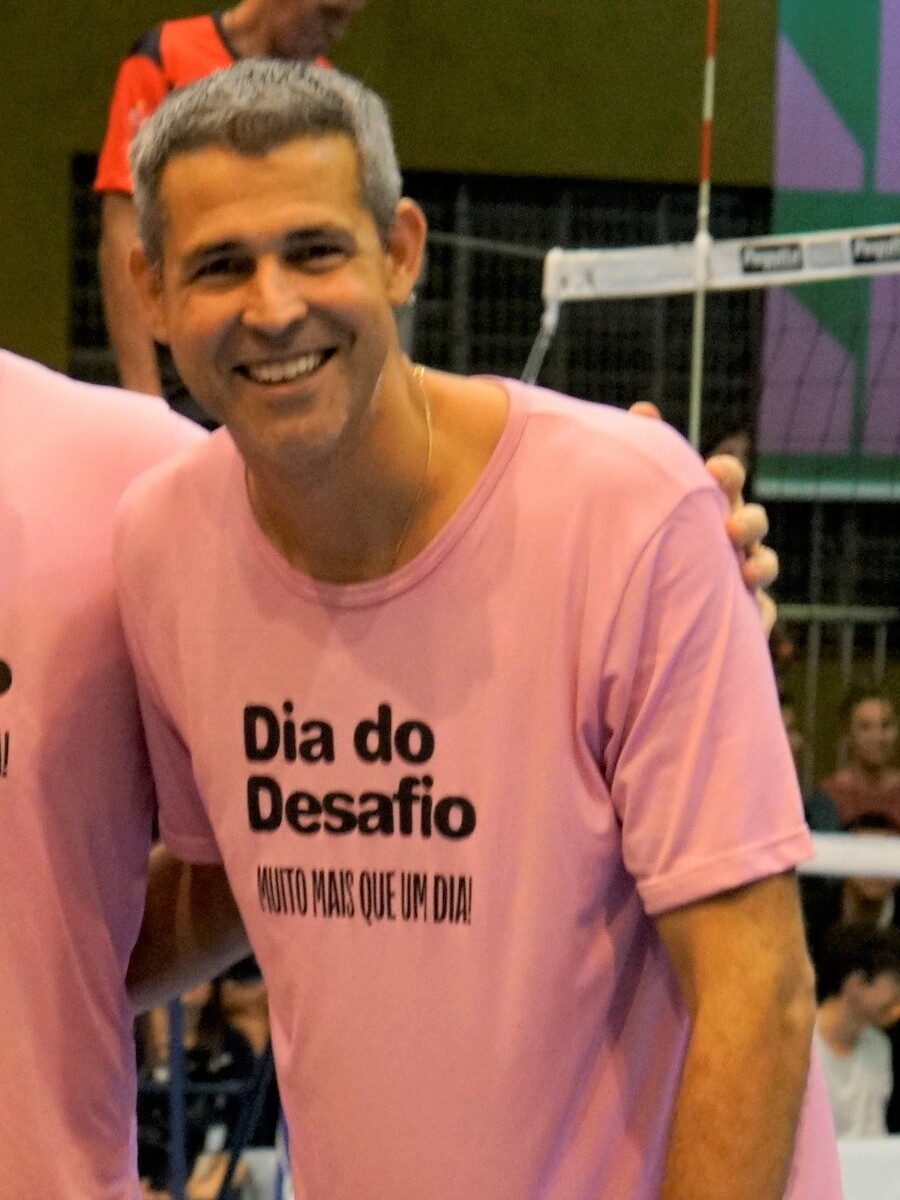
Dante Guimarães Amaral, 2023

Dante Guimarães Santos Amaral (* 30. September 1980 in Itumbiara, Brasilien) ist ein brasilianischer Volleyballspieler.

## Karriere
Dante Amaral, der bei einer Körpergröße von 2,03 m auf der Position des Außenangreifers spielt, begann seine Profikarriere 1999 beim brasilianischen Verein Tres Corações. Nach weiteren Stationen bei Suzano São Paulo und Minas Belo Horizonte, wo er 2002 die brasilianische Meisterschaft gewinnen konnte, wechselte Dante in die italienische Liga zu Pallavolo Modena. 2005 wechselte Dante zum griechischen Spitzenverein Panathinaikos Athen und gewann in den folgenden Jahren eine Meisterschaft, zwei Pokale sowie den griechischen Supercup. Zwischen 2008 und 2011 stand er beim VK Dynamo Moskau unter Vertrag und erreichte dort 2010 das Finale der Volleyball Champions League. Danach ging er zurück in seine brasilianische Heimat zu RJX Rio de Janeiro. Von dort zog es ihn nach Japan zu den Panasonic Panthers. 2014 ging er zurück nach Brasilien und spielte bei Funvic Taubaté und EC São José. Nach einem weiteren Jahr in Griechenland, in dem er die griechische Meisterschaft mit PAOK Thessaloniki V.C. holte, kehrte er wieder zu Funvic Taubaté zurück.

## Nationalmannschaft
Mit der Brasilianischen Nationalmannschaft gewann Dante, der zu den Leistungsträgern seiner Mannschaft zählte, insgesamt 18 Titel. Die bedeutendsten Auszeichnungen sind dabei die Goldmedaille bei den Olympischen Spielen 2004 in Athen sowie die drei Weltmeisterschaften 2002, 2006 und 2010 die er als bester Angreifer abschloss.

## Karriere
| Zeitraum  | Verein                     |
| --------- | -------------------------- |
| 1999–2000 | Tres Corações              |
| 2000–2001 | Suzano São Paulo           |
| 2001–2002 | Minas Belo Horizonte       |
| 2002–2005 | Pallavolo Modena           |
| 2005–2008 | Panathinaikos Athen        |
| 2008–2011 | VK Dynamo Moskau           |
| 2011–2012 | RJX Rio de Janeiro         |
| 2012–2014 | Panasonic Panthers         |
| 2014–2016 | Funvic Taubaté             |
| 2015–2016 | EC São José                |
| 2016–2017 | P.A.O.K. Thessaloniki V.C. |
| 2017–     | Funvic Taubaté             |

## Titel
- Brasilianischer Meister: 2002
- Griechischer Meister: 2006, 2017
- Griechischer Pokalsieger: 2007, 2008
- Griechischer Supercup: 2006
- Russischer Supercup: 2009
- CEV-Pokal: 2004
- Goldmedaille bei Olympischen Spielen: 2004
- Silbermedaille bei Olympischen Spielen: 2008, 2012
- Weltmeister: 2002, 2006, 2010
- Weltliga: 2001, 2003, 2004, 2005, 2006, 2007, 2009, 2010
- Weltpokal: 2003, 2007
- Copa America: 1999, 2001
- Südamerika-Meisterschaft: 1999, 2001, 2003, 2005
- Panamerikanische Spiele: 2007